# Sitio de Barcelona (1472)
El sitio de Barcelona de 1472 fue llevado a cabo a lo largo de ese año por el ejército de Juan II de Aragón y culminó con la rendición de la ciudad el 16 de octubre, poniéndose fin así a la Guerra Civil Catalana. Las generosas condiciones ofrecidas por el rey a los «rebeldes» fueron recogidas en la Capitulación de Pedralbes ratificada unos días después de la entrada de Juan II en Barcelona el 17 de octubre.

## Antecedentes
A finales del verano de 1471 Juan II organizó una gran ofensiva con el objetivo de tomar Barcelona. Y conforme esta avanzaba el clima de derrota se iba extendiendo entre las filas «rebeldes». Tras la rendición de Gerona, espoleados sus jefes militares por los sobornos que recibieron, cayó en manos realistas prácticamente todo el Bajo Ampurdán, mientras que en la comarca del Vallés las tropas al mando de Alfonso de Aragón y del conde de Prades tomaban Sant Cugat del Vallés, Sabadell y Granollers, culminando su ofensiva con la gran victoria de la batalla de Santa Coloma de Gramanet del 26 de noviembre de 1471 en la que fue derrotado el ejército de la Generalitat. Como ha señalado Jaume Vicens Vives, con la victoria de Santa Coloma de Gramanet, «el cerco de Barcelona era un hecho inevitable».
Entre enero y abril de 1472 el ejército de Juan II conquistó el Alto Ampurdán con lo cual se cerró el paso de Panissars que permitía el acceso desde el Rosellón al resto de Cataluña. El cerrojo pirenaico fue completado con la rendición de Castelló d’Empúries el 20 de junio.
La forma tan generosa como trató Juan II a las poblaciones que iban cayendo en su poder ―«perdón general de los crímenes cometidos, incluso los de lesa majestad; confirmación de los privilegios anteriores a la guerra; promesa de restituir los bienes; exención de pago de censos y tributos por un tiempo prudencial con el fin de rehacerse de las penalidades sufridas; libertad de prisioneros y rehenes»― animó a otras localidades hasta entonces fieles a las instituciones catalanas «rebeldes» a rendirse al bando realista ―«esta prudente política hizo más por la causa del rey que cuatro ejércitos bien adiestrados», comenta Vicens Vives―. Así fueron entregándose Sarriá (24 de abril), Badalona (11 de mayo), Vich (14 de junio), Manresa (17 de junio), La Roca del Vallés, Santa Margarita de Montbuy y Canovellas (24 de junio), entre otras. Sin embargo Barcelona, sitiada por mar y por tierra, continuó resistiendo, a pesar de las duras condiciones económicas en que vivían sus habitantes y de las crecientes disputas internas, a la espera de la hipotética ayuda desde Provenza de Renato de Anjou, proclamado en 1466 por las instituciones catalanas «rebeldes» como el soberano del Principado de Cataluña y que acababa de nombrar como su lugarteniente en Cataluña a Juan de Calabria, hijo natural de Juan de Anjou, que había muerto en diciembre de 1470, o del rey Luis XI de Francia.

## El asedio
Juan II estableció su cuartel general para el sitio de Barcelona en el cercano monasterio de Pedralbes. Allí se reunieron con él sucesivamente su hijo el príncipe Fernando, el legado papal Rodrigo de Borja y los embajadores de su aliado el duque de Borgoña Carlos el Temerario. Estos últimos se postularon el 15 de septiembre como mediadores pero Juan de Calabria rechazó su ofrecimiento. Sin embargo, la situación en Barcelona se volvió desesperada cuando varios días después llegó la noticia de que el duque de Milán había suspendido el envío desde Génova de barcos cargados de provisiones. En ese momento, con una Barcelona sometida al racionamiento y que sólo tiene víveres para una semana, las autoridades de la ciudad deciden confiar en la magnanimidad de Juan II. La carta que les envía el rey el 6 de octubre, en la que les dice que «usarem vers vosaltres de amor paternal e us reebrem e tractarem com a fills ab tota caritat e amor» (‘usaremos hacia vosotros de amor paternal y os recibiremos y trataremos como a hijos con toda caridad y amor’) despeja todas las dudas de los sitiados y el 8 de octubre el Consejo de Ciento aprueba el reconocimiento de la autoridad de Juan II.

## Consecuencias
El reconocimiento de Juan II por el Consejo de Ciento aceleró las negociaciones que llevaba desde principios de mes el conseller en cap Lluís Setantí y el 16 de octubre concluyeron con éxito ―los generosos términos de la rendición fueron recogidos en la Capitulación de Pedralbes―. Ese mismo día 16 Juan II juró ante los Santos Evangelios que guardaría el acuerdo que ponía fin a la guerra civil catalana. Al día siguiente, 17 de octubre, el rey entraba en Barcelona siendo recibido, según Jaume Vicens Vives, con «verdadero alborozo» por los barceloneses, los mismos que diez años antes se habían levantado contra él. «Tales cambios psicológicos ―afirma Vicens Vives― se justifican sobradamente después de las miserias y zozobras morales provocadas por la larga guerra y el duro sitio final. Pero, además, cabe tener en cuenta el buen efecto producido por la magnanimidad del vencedor». Los festejos por el fin de la guerra se prolongaron durante los dos días siguientes, «olvidando por unas horas, la riqueza perdida, la industria arruinada, las víctimas sacrificadas, los odios creados…», concluye Vicens Vives.